# CMC资本
CMC资本，原名华人文化产业投资基金（China Media Capital），是一家于2010年创立的私募股权投资机构，总部位于上海，在北京、广州、香港设有办事处，创始人、董事长为黎瑞刚。

## 歷史
2009年4月，华人文化产业投资基金通过中华人民共和国国家发展和改革委员会备案审批，基金规模50亿元人民币，是中国（大陸）国内首个文化产业私募股权基金，主要发起方及出资方包括由上海东方传媒集团有限公司控股的上海东方惠金文化产业投资有限公司、中华人民共和国国家开发银行下属的国开金融有限责任公司、上海大众公用事业（集团）股份有限公司下属的上海大众集团资本股权投资有限公司等机构。2010年6月，完成首期20亿元人民币资金募集，正式投入运营。首笔投资为控股原属新闻集团全资拥有的星空卫视普通话频道、星空国际频道、Channel V音乐频道，以及星空华文傳媒电影(Fortune Star)业务。
2014年，完成规模为3.5亿美元的首期美元基金募资，同年入股IMAX中國公司，2016年，入股全球最大经纪公司创新艺人经纪公司（CAA），共同组建合资公司“CAA中国”。
2018年，华人文化产业投资基金（China Media Capital）中文名正式变更为“CMC资本”（CMC Capital Partners），投资中心由文化产业转向科技、消费产业，投资知名企业包括爱奇艺、哔哩哔哩、快手、网易云音乐、芒果TV、饿了么、完美日记、猿辅导等。2019年9月，CMC资本投资掌门教育。2020年6月8日，一手获得4000万美元C轮融资，由CMC资本领投，老股东华兴新经济基金继续跟投。2021年7月，肆拾玖坊完成6亿人民币B轮融资，由CMC资本投资。